# Tranvia Parma-San Secondo-Busseto
La tranvia Parma-San Secondo-Busseto faceva parte di un sistema di linee provinciali a vapore che si estendeva per 177 km, costituendo la più lunga rete d'Italia con binari a scartamento normale.
La linea, completata dalla diramazione Mano-Roccabianca, oltre al trasporto passeggeri consentiva un flusso di materie prime e manufatti da e per i principali stabilimenti industriali, vitale per l'economia del capoluogo grazie anche ai raccordi con gli scali ferroviari e la navigazione fluviale.
Attivata fra il 1893 e il 1894, la linea passò negli anni dalla gestione privata a quella provinciale, fino alla chiusura avvenuta nel 1939.

## Storia
Il 5 novembre 1890 la Provincia di Parma concesse a Luigi Corazza la costruzione e l'esercizio di alcune tranvie da esercitarsi a vapore; nel dettaglio il progetto sottoposto prevedeva una relazione lungo la direttrice Parma-San Secondo-Zibello-Busseto raccordata con i cantieri Muggia di Polesine, dove approdavano i battelli a vapore della navigazione fluviale, per un totale di 45 km. Oltre ad essa l'atto di concessione prevedeva le seguenti linee:
- Parma-Langhirano, di 24 km
- Parma-Soragna-Busseto, di 38 km
- Parma-Traversetolo, di 21 km
- Soragna-Borgo San Donnino (come allora si chiamava la città di Fidenza), di 9 km

Nel 1892 il Corazza cedette tale pacchetto di concessioni alla milanese Società Nazionale di Tramways e Ferrovie, che avviò la costruzione della prima linea.

### Costruzione ed esercizio
La prima tratta della linea, fra Parma e San Secondo, fu attivata il 27 maggio 1893, prolungata fino a Zibello il 27 dicembre dello stesso anno; il completamento con l'apertura all'esercizio della Busseto-Zibello avvenne il 17 dicembre 1894. Nel frattempo anche le restanti relazioni furono attivate, dando così compimento alla rete concessa nel 1890.
Nel 1899 alla concessionaria subentrò la Società Nazionale Ferrovie e Tramvie, con sede in Roma, la quale proseguì il programma di costruzioni: nel 1901 fu inaugurata a cura di tale amministrazione la Parma-Pilastrello-Traversetolo e nel 1908 la diramazione della Parma-Soragna-Busseto tra la Fornace Bizzi e Pontetaro-Medesano, quest'ultima concessa con regio decreto n.561 del 13 dicembre 1908.
Un curioso episodio di cronaca caratterizzò gli anni della trazione a vapore: il 28 marzo 1913, per vendicarsi del licenziamento subìto, durante la notte un ex macchinista accese il fuoco a sei locomotive, dandosi alla fuga dopo aver provocato uno scontro fra le stesse; tale episodio assunse alle cronache nazionali grazie alla sua illustrazione nelle pagine de La Domenica del Corriere.
Con regio decreto n. 96 del 15 febbraio 1906, cui era annesso il disciplinare per la costruzione e l'esercizio, l'amministrazione provinciale di Parma fu autorizzata ad esercire a trazione elettrica le linee Parma-Collecchio-Ozzano-Fornovo, di 21,166 km e Stradella-Sala-Felino-Calestano, di 23,1 km, nonché a realizzare alcuni impianti all'interno della città, ossia il raccordo lungo 2,459 km fra la stazione delle tranvie di Barriera Bixio e la stazione FS ed il raccordo con lo scalo merci di quest'ultima, lungo 465 metri. Con un ulteriore regio decreto, il n. 397 del 29 agosto 1909, alla stessa amministrazione provinciale fu inoltre concesso l'esercizio della nuova rete tranviaria di Parma, costituita dalle linee Barriera Vittorio Emanuele-San Leonardo, di 2,473 km con diramazione Barriera Saffi-Foro Boario-scalo merci FS, di 1,1 km e San Lazzaro-Crocetta, di 5,268 km. La Parma-San Secondo-Busseto, così come buona parte della rete d'origine, rimaneva dunque fuori dai programmi di ammodernamento.

### Guerra e passaggi di società

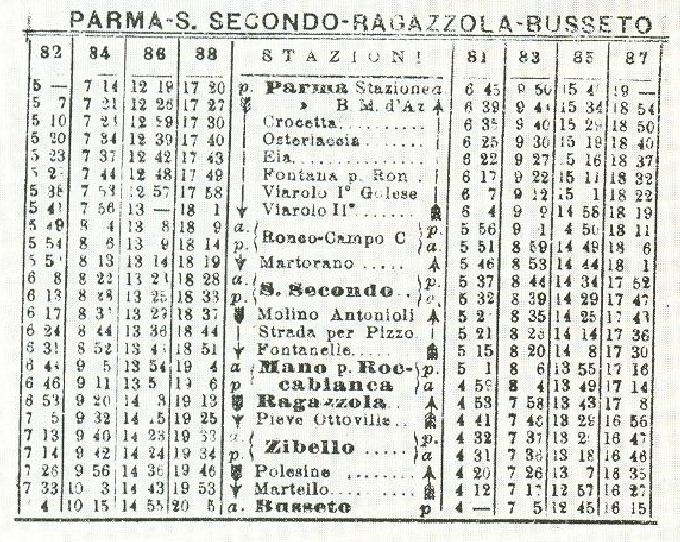
Orario della tranvia Parma-San Secondo-Busseto

Scoppiata la prima guerra mondiale, la SNFT decise di uscire dal mercato tranviario: le linee parmensi (altrimenti denominate con l'appellativo di "foresi") furono cedute al gruppo Giuseppe Muggia e alla Banca Italiana di Sconto, mentre quelle cremonesi furono cedute alla provincia. Al termine delle ostilità, durante le quali la gestione era avvenuta direttamente a cura della Provincia, nel 1918 l'esercizio della rete fu affidato a una nuova società appositamente costituita, la Compagnia Nazionale di Trasporti e Comunicazioni (CNTC), la quale, pur impegnata in un vasto progetto di estensione ed elettrificazione delle linee, incontrò ben presto difficoltà economiche, anche a causa della concorrenza dell'autotrasporto.
Il 5 novembre di tale anno fu tuttavia stipulata fra l'amministrazione provinciale e il Comune di Parma una convenzione che consentiva il riscatto delle tranvie da parte di quest'ultimo.
Per fare fronte alla suddetta situazione di crisi, nel 1924 fu istituito il servizio cumulativo con le Ferrovie dello Stato, vennero attuate alcune modifiche all'armamento e immesse in servizio nuove vetture ad accumulatori. In tale clima il 15 aprile 1934 fu soppressa la Pilastrello-Montecchio, ancora a vapore, prima fra le linee parmensi ad essere chiusa all'esercizio.
Nel 1937 il Comune di Parma avviò le pratiche per l'acquisizione della rete secondo la convenzione del 1918, affidando altresì all'ATM di Milano la redazione di uno studio per la sostituzione in filovia della rete urbana, completato nel 1939. Un'ulteriore convenzione, siglata nel 1939, accordava alla CNTC la possibilità di sostituire la residua rete a vapore con autoservizi, restituendo alla stessa Provincia l'esercizio diretto di quella elettrica entro il 31 dicembre 1941.
La rete a vapore venne dunque soppressa, e con essa la Parma-Busseto: il 15 novembre 1937 chiuse la Mano-Busseto (contemporaneamente alle linee Soragna-Fidenza e Fornace Bizzi-Madesano), nonostante un accorato appello alla sua valorizzazione fosse stato elevato dall'allora celebre attrice Marlene Dietrich, mentre il 19 novembre 1939 fu la volta della Parma-Mano e della diramazione Mano-Roccabianca; contestualmente a queste fu soppressa la Parma-Soragna-Busseto. Il 1º giugno 1940, infine, vennero autosostituite la Parma-Traversetolo e la Parma-Langhirano. Le linee Parma-Fornovo e Parma-Marzolara, a trazione elettrica, così come il servizio urbano di Parma, furono nel frattempo trasferite alla Società Riunite Trasporti (SoRiT).

## Caratteristiche
|  |  | Continuation backward |

| Unknown route-map component "uexLSTR+l" | Unknown route-map component "uexLSTRq" | Unknown route-map component "uexLSTR+r" | Straight track |  |

| Unknown route-map component "uexLSTR" |  | Unknown route-map component "uexKSTRa" + Unknown route-map component "uexLKBHFe" | Station on track |  |

| Unknown route-map component "uexLSTR" |  | Unused straight waterway | One way leftward | Unknown route-map component "CONTfq" |

| Unknown route-map component "uexLSTR" |  | Unknown route-map component "uexHST" |  |  |

| Unknown route-map component "uexLSTR" |  | Unknown route-map component "uexHST" |  |  |

| Unknown route-map component "uexLSTR" |  | Unknown route-map component "uexABZg+l" | Unknown route-map component "uexKINTeq" |  |

| Unknown route-map component "uexLSTR" |  | Unknown route-map component "uexBHF" |  |  |

| Unknown route-map component "uexLSTR" |  | Unknown route-map component "uexHST" |  |  |

| Unknown route-map component "uexLSTR" |  | Unknown route-map component "uexBHF" |  |  |

| Unknown route-map component "uexLSTR" |  | Unknown route-map component "uexHST" |  |  |

| Unknown route-map component "uexLSTR" |  | Unknown route-map component "uexHST" |  |  |

| Unknown route-map component "uexLSTR" |  | Unknown route-map component "uexABZg+l" | Unknown route-map component "uexHSTq" | Unknown route-map component "uexKBHFeq" |

| Unknown route-map component "uexLSTR" |  | Unknown route-map component "uexBHF" |  |  |

| Unknown route-map component "uexLSTR" |  | Unknown route-map component "uexHST" |  |  |

| Unknown route-map component "uexLSTR" |  | Unknown route-map component "uexHST" |  |  |

| Unknown route-map component "uexLSTR" |  | Unknown route-map component "uexHST" |  |  |

| Unknown route-map component "uexLSTR" |  | Unknown route-map component "uexBHF" |  |  |

| Unknown route-map component "uexLSTR" |  | Unknown route-map component "uexHST" |  |  |

| Unknown route-map component "uexLSTR" |  | Unknown route-map component "uexBHF" |  |  |

| Unknown route-map component "uexLSTR" |  | Unknown route-map component "uexHST" |  |  |

| Unknown route-map component "uexLSTR" |  | Unknown route-map component "uexHST" |  |  |

| Unknown route-map component "uexLSTR" | Unknown route-map component "CONTgq" | Unknown route-map component "uxmKRZ" | Unknown route-map component "CONTfq" |  |

| Unknown route-map component "uexLSTR" |  | Unknown route-map component "uexHST" |  |  |

| Unknown route-map component "uexLSTR" |  | Unknown route-map component "uexHST" |  |  |

| Unknown route-map component "uexLSTR" |  | Unknown route-map component "uexHST" |  |  |

| Unknown route-map component "uexLSTR" | Unknown route-map component "CONTgq" | Unused waterway under railway bridge | Unknown route-map component "STR+r" |  |

| Unknown route-map component "uexLSTRl" | Unknown route-map component "uexLSTRq" | Unknown route-map component "uexABZg+r" | Straight track |  |

|  | Unknown route-map component "uexBHF" | Straight track |

| Unknown route-map component "CONTgq" | Unused waterway under railway bridge | Unknown route-map component "ABZg+r" |

|  | Unknown route-map component "uexHST" | Straight track |

|  | Unknown route-map component "uexHST" | Station on track |

|  | Unknown route-map component "uexKRWgl" | Unknown route-map component "uexKRW+r" + Straight track |

|  | Unknown route-map component "uexBHF" | Unknown route-map component "eDST" |

|  |  | Unused straight waterway | One way leftward | Unknown route-map component "CONTfq" |

| Unused urban continuation forward |

Come il resto delle tranvie foresi, la linea era armata con rotaie del tipo Vignoles da 21 kg per metro, montate su traversine in legno di quercia con lo scartamento standard di 1445 mm. Il raggio minimo di curvatura risultava pari a 40 m, mentre la pendenza massima raggiungeva il 30 per mille in ambito extraurbano, valori che mutavano rispettivamente a 20 metri di raggio e 55 per mille sulla rete urbana. In ambito urbano i binari erano costituiti da rotaie di tipo Phoenix da 42 kg/m.

### Percorso

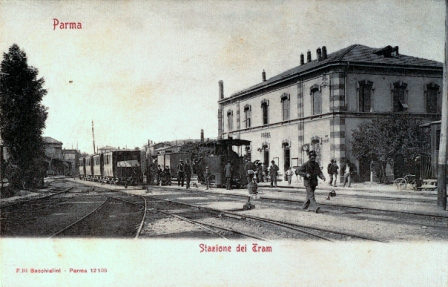
Stazione tranviaria di Parma

La stazione tranviaria di Parma sorgeva nelle adiacenze della ferrovia, occupando l'area precedentemente caratterizzata dai bastioni di porta San Barnaba, delimitata dai viali Fratti e Mentana, da strada Garibaldi e dal canale Naviglio. 
L'impianto comprendeva la stazione passeggeri che si affacciava su viale Fratti, le rimesse per i convogli, collocate in testa ai binari e perpendicolari a strada Garibaldi, nonché pensiline ed edifici di servizio per la movimentazione delle merci lungo il viale Mentana e la sponda del Naviglio.
I lavori di costruzione, iniziati il 20 gennaio 1893, consentirono al loro completamento di abbandonare la stazione provvisoria delle tranvie foresi che era stata realizzata presso la Barriera San Michele. Con delibera della Giunta Comunale del 3 dicembre 1895, la "Società delle Tranvie" ricevette l'autorizzazione a realizzare un raccordo tra la stazione di viale Fratti e lo scalo "Piccola Velocità" delle ferrovie, attivato solo nel 1907, che garantì un servizio di inoltro e spedizione delle merci dal vasto bacino provinciale alla rete nazionale ed internazionale.
Partiti dal capolinea urbano, i treni effettuavano una prima fermata in corrispondenza della stazione della Rete Adriatica, poi FS, per proseguire lungo la circonvallazione fino a piazzale Santa Croce, presso la barriera D'Azeglio, da dove la via Emilia Ovest veniva seguita fino all'intersezione, in località Crocetta, con l'attuale provinciale 10, sul cui sedime la tranvia prevalentemente si sviluppava.

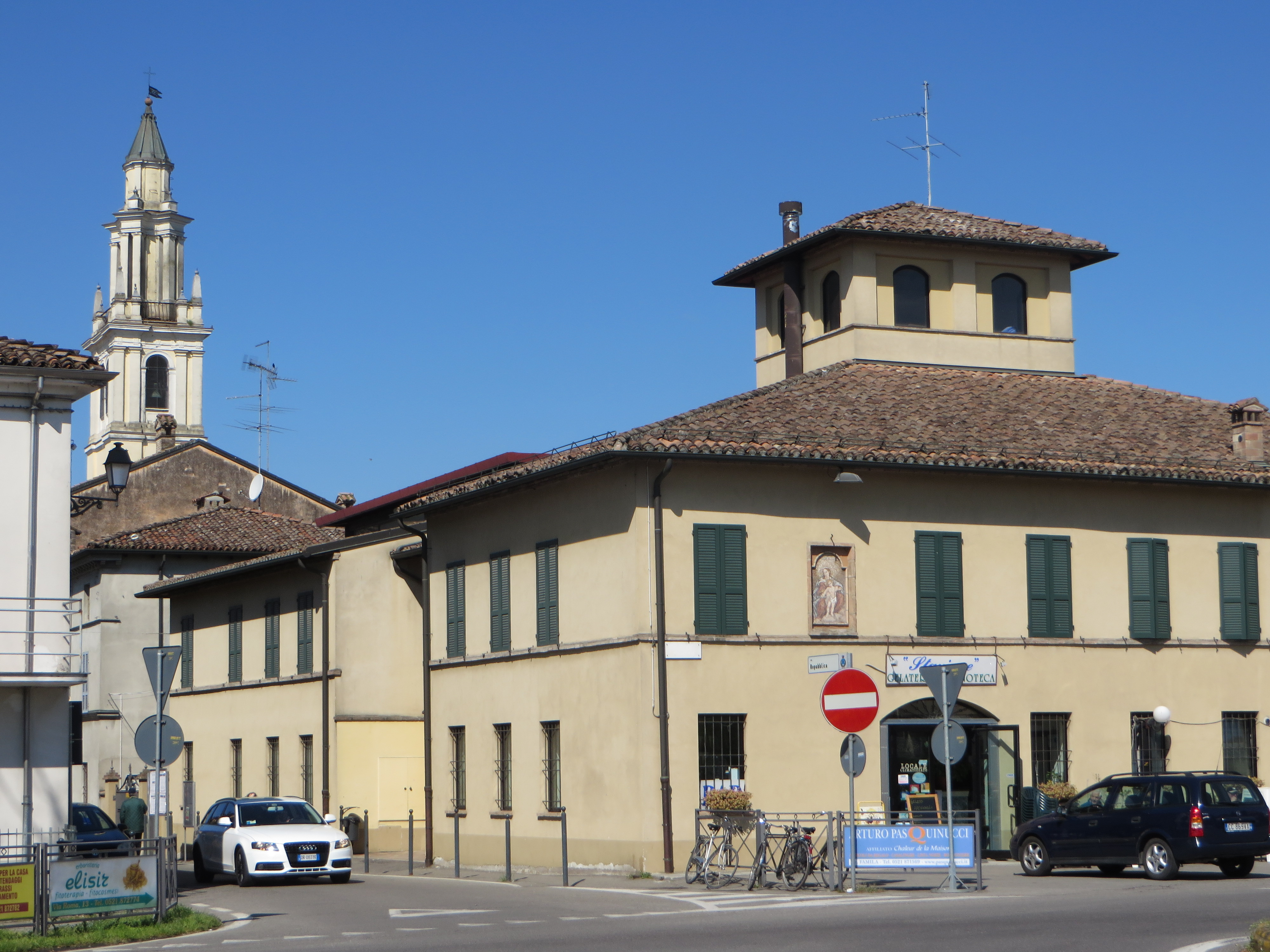
La vecchia stazione dei tram di San Secondo Parmense posta sulla strada che arriva da Parma, attuale oratorio del paese.

Sottopassata la ferrovia Milano-Bologna erano osservate una fermata a servizio della "Osteriaccia", posta in corrispondenza della strada per la parrocchia di Fognano, una (facoltativa) presso l'incrocio con la strada Eia e un'altra denominata Fontana per Ronco, fino a giungere all'abitato di Viarolo, servito dalle fermate facoltative di Viarolo I-Golese, posta alla progressiva chilometrica 12 e Viarolo II. Al km 14 si incontrava la prima stazione di questa tratta, denominata Ronco Campo Canneto. Dopo l'ulteriore fermata di Martorano era dunque raggiunta la stazione di San Secondo Parmense, posta alla progressiva chilometrica 19.
Proseguendo verso nord, una fermata facoltativa era posta presso il molino Antonioli e la fornace Marchi, attiva a San Secondo dal 1881 nella produzione di camini e vasi da fiori e acquistata nel 1930 da Antonio Marchi e le successive fermate di Strada del Pizzo e Fontanelle, per giungere alla piccola stazione di Mano, posta al km 28 e denominata Mano per Roccabianca.
Da qui si staccava la diramazione per Roccabianca con servizio a trazione ippica, citata anche da Guareschi, che dedicò un racconto al cavallo ivi utilizzato e di cui è conservato un breve spezzone cinematografico. Gestita da Roberto Bellocchi, tale breve linea, che nell'orario del 1902 prevedeva sei corse giornaliere, considerati i positivi risultati di esercizio fu prolungata a Stagno.
Piegato decisamente verso ovest, la linea seguiva dunque gli abitati di Ragazzola e Pieve Ottoville, giungendo al km 35 alla stazione di Zibello. Da qui si incontravano in successione la fermata di Santa Croce Motta e la stazione di Polesine Parmense; da qui un'ulteriore diramazione, a servizio del trasporto merci, fu costruita verso la sponda del Po, in virtù dell'autorizzazione rilasciata alla SNFT con regio decreto n. 65 del 4 marzo 1906.
Impegnata infine la strada poi divenuta provinciale 94, si osservava una fermata presso l'intersezione della Strada del Martello e una in località Bré (entrambe facoltative) per giungere infine al capolinea di Busseto. La stazione capolinea, comune alla tranvia verso Soragna, Ponte Taro e Parma, si trovava in un'area adiacente allo storico Bottonificio Cannara, a circa 200 metri a nord rispetto alla stazione ferroviaria, posta lungo la linea Cremona-Fidenza.

## Materiale rotabile
Sulla rete tranviaria parmense a vapore prestarono servizio tre gruppi di locomotive, così ripartiti:
- 1÷14[22]: costruzione Breda 1893, rodiggio B, 30 km/h;
- 15: costruzione Orenstein & Koppel 1902, rodiggio B, 30 km/h;
- 16÷19: costruzione Henschel 1907, rodiggio B, 30 km/h;
- 20÷24: costruzione Henschel 1910-12, rodiggio B, 30 km/h.

Le locomotive Breda furono consegnate nel biennio 1892-1893 in un gruppo omogeneo di 14 esemplari; si trattava di motrici da 52 kW con interasse di 1400 mm; peculiarità dell'esemplare n. 4 "Busseto" era la presenza dei doppi organi di trazione e repulsione per l'esercizio sul raccordo di Parma e su quello di Montecchio Emilia.
Nel 1902 acquisì la quindicesima unità, battezzata n. 15 "Giuseppe Verdi" della Orenstein & Koppel (n. di costruzione 975/1902) con massa a vuoto leggermente superiore a quella delle Breda, che nel 1911 fu trasferita sulla rete cremonese.
Le locomotive Henschel furono risultato di più ordinazioni: nel 1907 e 1908 vennero consegnate in totale quattro unità del tipo "Tyras" da 60 kW, mentre nel 1910 e 1912 arrivarono in totale cinque unità del tipo "Trude", da 97 kW.
Nel 1924 ad opera della CNTC fu inoltre immessa in servizio un'automotrice ad accumulatori, dotate di riscaldamento elettrico. Costruita dalla OM di Milano con equipaggiamento elettrico Rognini & Balbo, tale rotabile aveva una potenza complessiva di 45 kW, offriva 52 posti a sedere ed era dotato di intercomunicante per l'accoppiamento con una carrozza. Immatricolata col n. 51, tale motrice era soprannominata dai tranvieri "Bella Titina".
Completavano la dotazione originaria numerosi carri e carrozze a due assi forniti dalle Officine Diatto & Grondona e Fratelli Pellerin, cui negli anni dieci e venti si aggiunsero veicoli forniti dalla Officine Meccaniche Reggiane e dalle Officine Meccaniche Casaralta.